# تاریخ یمن

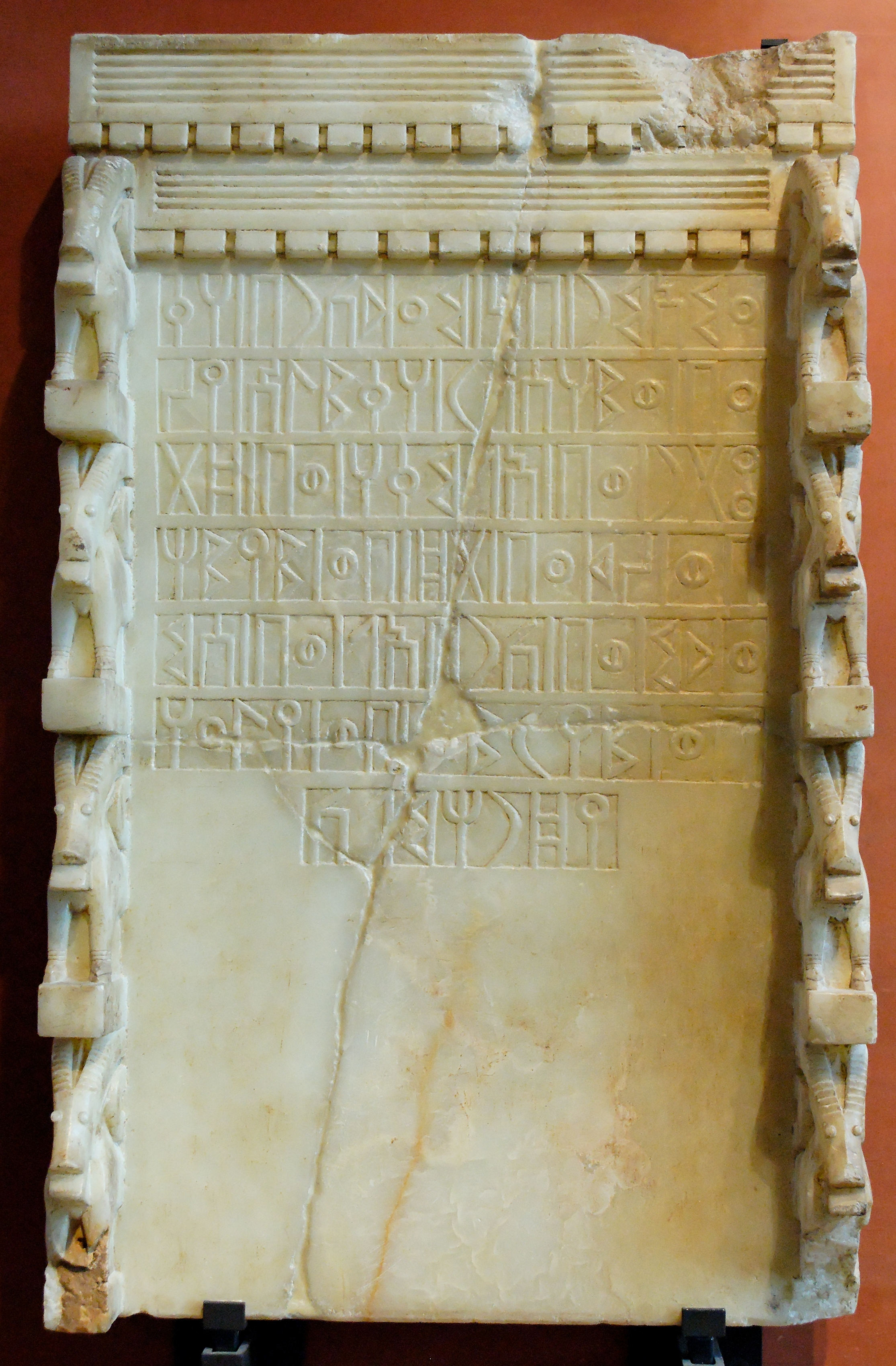
کتیبه صابئین خطاب به خدای ماه، آلماق، با ذکر پنج خدای عرب عرب، دو حاکم و دو فرماندار، قرن هفتم پیش از میلاد.
یمن یکی از قدیمی‌ترین مراکز تمدن
در خاور میانه
نزدیک

 است. سرزمین نسبتاً حاصلخیز آن و بارندگی کافی در آب و هوای مرطوب باعث رشد جمعیت پایدار شد، ویژگی ای که توسط جغرافی‌دان یونان باستان بطلمیوس شناخته شده بود، که یمن را به‌عنوان اودیمیمون عربستان (که در ترجمه لاتین خود، Arabia Felix بهتر شناخته شده‌است) توصیف کرد و به معنای "عربستان خوشبخت" یا "عربستان مبارک" است. یمنی‌ها الفبای عربستانی جنوبی را تا سده هشتم تا دوازدهم توسعه داده بودند قرن‌ها قبل از میلاد، که توضیح می‌دهد که چرا بیشتر تاریخ نویسان تاریخ تمام پادشاهی‌های باستانی یمن را به آن دوران می‌رسانند.
بین قرن دوازدهم پیش از میلاد و قرن ششم میلادی، این شش تمدن پی در پی حاکم بودند که با یکدیگر رقیب بودند، یا با یکدیگر متحد شدند و تجارت سودمند ادویه را کنترل می‌کردند: پادشاهی معین، قتبان، حضرموت، Awsan، سبایی‌ها، و حمیر. در ۶۳۰ پس از میلاد اسلام به این سرزمین رسید و یمن بخشی از قلمرو مسلمانان شد.
تا ظهور دین اسلام پس از مدتی اسلام در این سرزمین نفوذ یافت که عبدالله بن اسحاق بن ابراهیم یکی از حاکمان یمن در این دوران است.
همچنین در سال ۱۷۵۰ میلادی جزو قلمروی دولت عثمانی درآمد و با سقوط امپراتوری عثمانی، در سال ۱۹۳۴ میلادی با انعقاد قراردادی با انگلستان به استقلال رسید.
سابقاً حکومت یمن در دست امیری بود که او را امام یمن می‌خواندند و او شخصاً کشور را اداره می‌کرد ولی از سال ۱۹۶۲ میلادی برابر ۱۳۴۱ شمسی به جمهوری تبدیل شد.

## تاریخ باستان

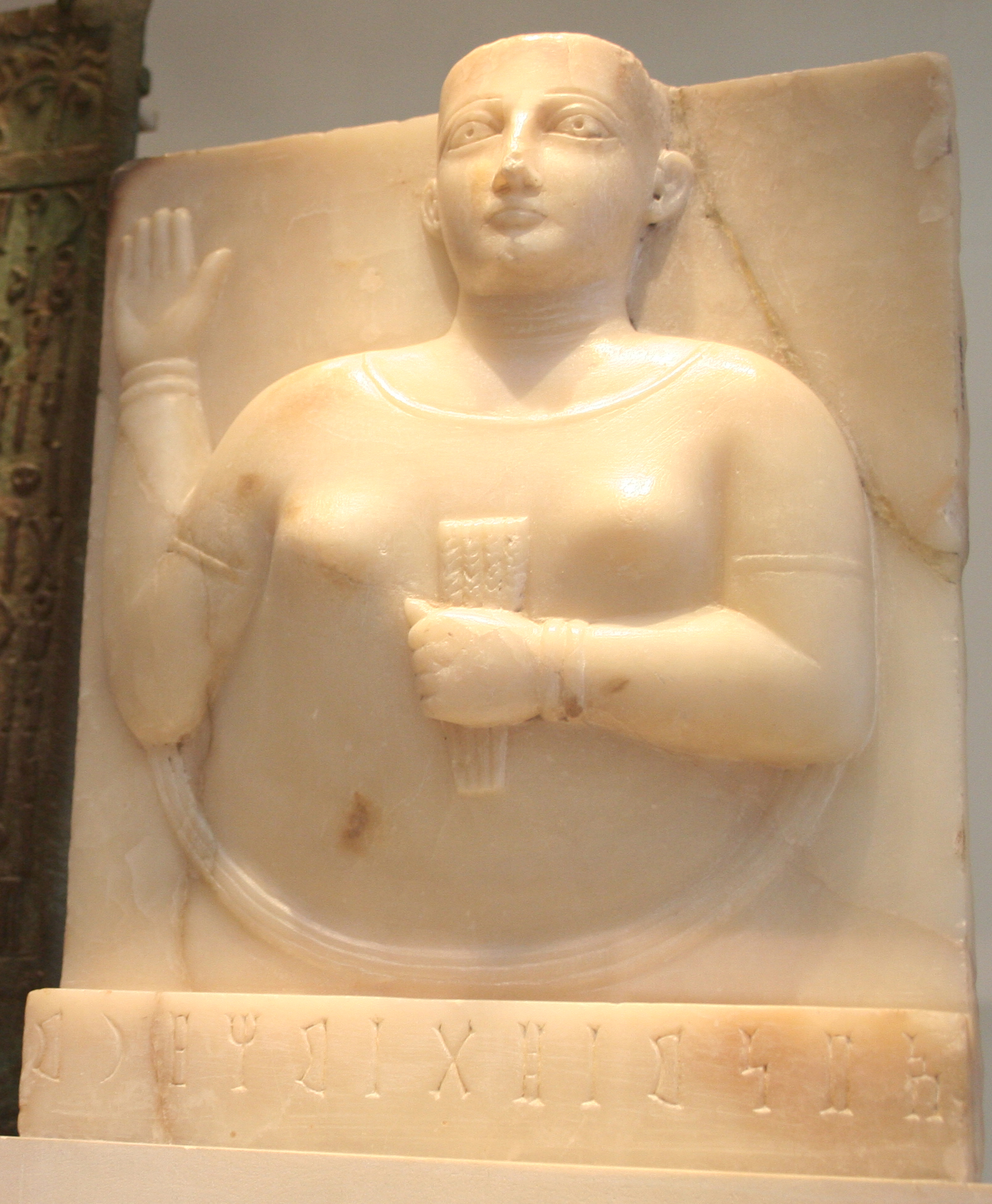
سنگ قبر صبائی زنی که دارای یک برگ گندم یکپارچه شده، سمبل باروری در یمن باستان است.

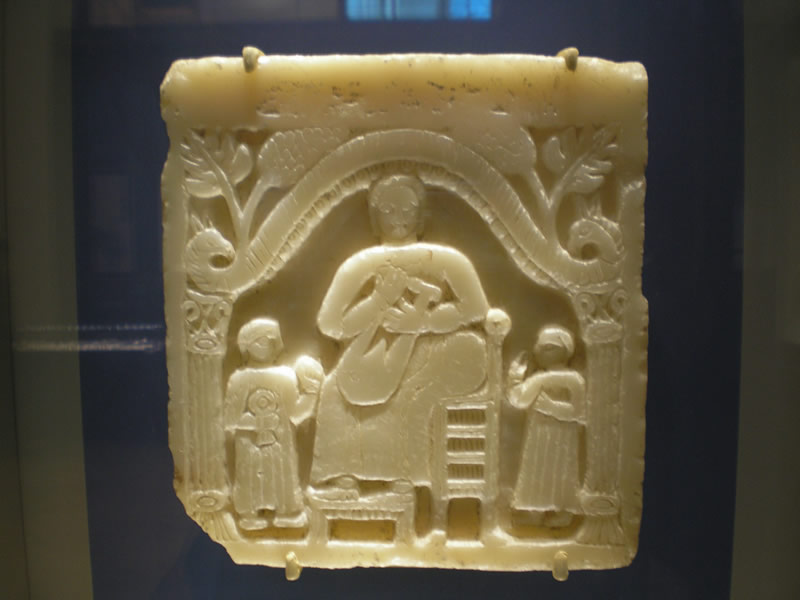
استلا تشییع جنازه که دارای یک صحنه موسیقی است، اول قرن م

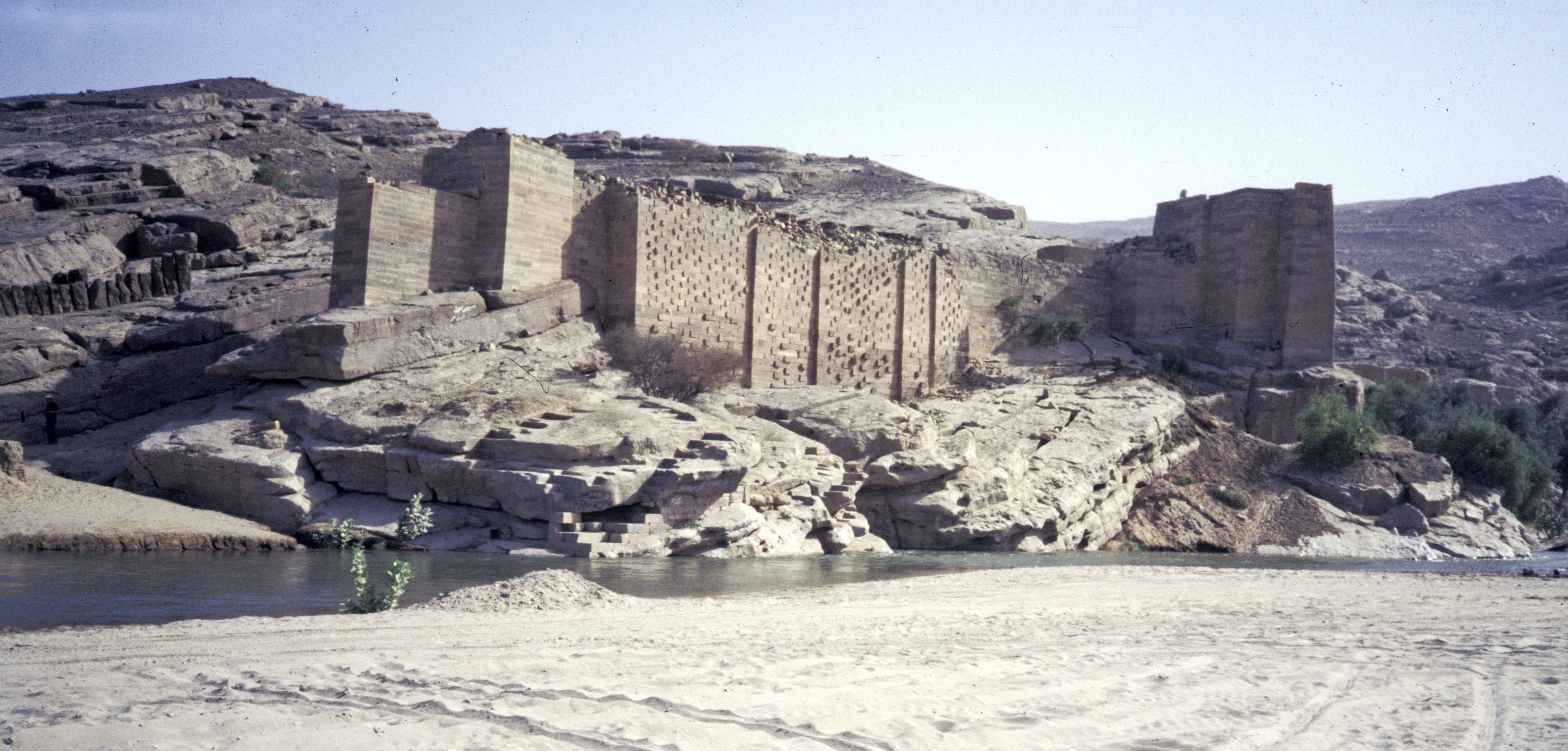
ویرانه‌های سد مأرب

یمن با داشتن مرز طولانی دریایی بین تمدن‌های اولیه، مدت‌هاست که در چهارراه فرهنگی با موقعیت استراتژیک از نظر تجارت در غرب شبه‌جزیره عرب وجود داشته‌است. سکونتگاه‌های بزرگی برای دوران خود در کوه‌های شمال یمن در اوایل ۵۰۰۰ سال قبل از میلاد وجود داشته‌است. در مورد یمن باستان و اینکه دقیقاً چگونه از تمدنهای نوپای عصر برنز به پادشاهی‌های کاروان متمرکز تر تجارت منتقل شده‌است، اطلاعات کمی وجود دارد.
یمن کشوری است در همسایگی عربستان که از زمان‌های قدیم موقعیت خاص داشته‌است. یمن از قدیم ناحیه‌ای آباد و خرم و با نعمت بسیار و دارای جنگل‌ها در نقاط کوهستانی و در نقاط دیگر نخلستان‌ها و باغ‌ها میوه گوناگون می‌باشد. داستان سد تاریخی‌اش که بنام سد مأرب مشهور است در کتاب‌های تاریخ ذکر شده‌است. در آن دوران کشور یمن «عربستان خوشبخت» نامیده می‌شده‌است.
در یمن به دلیل باران‌های منظم زمین‌های زیر کشت و کشاورزی پر رونق بوده‌است؛ بنابراین جمعیت انبوه در آنجا سکونت یافتند و در نتیجه روستاها و شهرها را پدیدآوردند. گرد آمدن مردم بسیار در آن خطّه حاصلخیز صدها سال پیش از میلاد مسیح، دولت‌هایی را به‌وجود آورد و تمدنی را در آنجا پی افکند.
در دوران‌های پیش، نخستین تماسی که یمنی‌ها با خارج یافتند، در شمال عربستان بود و آن هنگامی بود که آشوریان راه بازرگانی یمن را به خطر انداخته بودند. همچنین فتوحات عظیم هخامنشی نیز ایشان را دچار خطر کرد. اما این حوادث صدمه‌ای به یمن وارد نکرد و اصولاً روابط یمن و اکثر عرب‌های جنوب با ایران بیشتر دوستانه بوده و انتشار دین مسیح در آن نواحی این دوستی را استوار کرد.

### حضرموت
به قولی ریشه نام حَضرَموت از حضر (حضور داشتن) و موت (مرگ) است، یعنی جایی که مرگ در آن حضور دارد.
قول دیگری حضرموت را به «حضرموت بن یقطن بن عامر ابن شالخ» نسبت می‌دهد. نخستین پادشاهی که بر حضرموت حکمران بوده‌است: «صدقی ایل» نامیده می‌شده‌است. ایشان حکمران حضرموت و دولت معین باهم بوده‌است. این پادشاه در سال ۱۰۲۰ پیش از میلاد بر این منطقه حاکم بوده‌است.
شهر شَبوَه مرکز محصول بخور، پایتخت حضرموت بوده‌است. تمدن این سرزمین در حدود پنج قرن پیش از میلاد شروع و به حدود قرن سوم میلادی ختم می‌شود. آثار و کتیبه‌هایی که در این ناحیه کشف شده نشان می‌دهد که تمدن حضرموت اساساً از تمدن یمن جدا نبوده‌است. ضمن حفریاتی که در معابد مربوط به قرن سوم و چهارم ق. م شده، مهره‌هایی به دست آمده که شبیه به مهره‌های ایرانی عصر هخامنشی و بعد از آن است. همچنین برخی از دانشمندان معتقداند که تمدن حضرموت و دیگر نقاط جنوب عربستان، به‌طور کلی، در آغاز تحت تأثیر تمدن بین‌النهرین بوده، سپس از قرن اول قبل از میلاد به سمت تمدن‌های حوزه مدیترانه و تمدن ایران متمایل شده‌است، زیرا روم و یونان و فارس با عربستان جنوبی تبادلات نزدیکی برقرار کرده بودند.

### قتبان

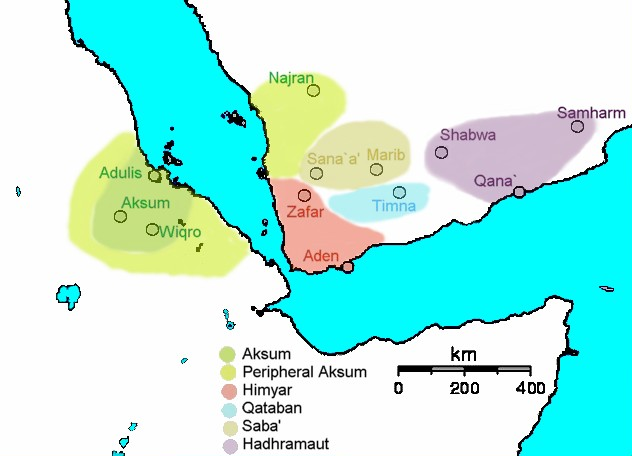

این دولت در جنوب غربی سرزمین یمن و جنوب دولت "سبا" و مشرق ربع الخالی و در نزدیکی حضرموت قرار داشته‌است. پایتخت دولت قتبان شهر (تمنع) یا " تمنا " که در وادی بیحان واقع است بوده که در نزدیکی (باب‌المندب) قرار داشته که اکنون بنام " کحلان " معروف است. مملکت قتبان در جنوب دولت معین و شمال حضرموت واقع و تا نزدیک سواحل اقیانوس هند ممتد و شاید قسمتی از سواحل اقصای جنوب غربی را نیز شامل بود.
این مملکت یکی از دول عمده متمدن عربستان جنوبی بوده و خاک سلطنت قدیم اوسان (یا قسمت اعظم آن) نیز که در جنوب غربی آن واقع و شهر معروفش دثینه جزو این مملکت بود و همچنین نواحی که مملکت حِمیر و قلمرو خداوندان قصر و قلعه ریدان " ظفار کنونی در سلطان نشین عمان در آنجا بر پاشد.
آغاز تاریخ این دولت هم از سبا قدیمتر و با دولت معین معاصر است یا قدری بعد از ابتدای این دولت اخیر است و انقراض آن در سده دوم پیش از میلاد و به ظن قوی در حدود ۱۱۵ پیش از میلاد که مبدأ تاریخ دوره جدیدی در مملکت سبا است می‌باشد.

### امپراتوری اکسوم
امپراتوری اکسومیت که به گمان برخی، همان سرزمین ملکه سبا می‌باشد، احتمالاً رشد و توسعهٔ تکامل آفریقای بومی بود که بعدها اریتره امروزی، شمال اتیوپی، یمن، جنوب عربستان و شمال سودان را دربر گرفت. این امپراتوری الفبای مخصوص خود را داشت و اهرام و ستون‌های بزرگی را بنا نمود که هرم ابلیسک (Obelisk of Axum) از آن جمله است که همچنان پابرجاست. این اولین امپراتوری بزرگی بود که به مسیحیت گروید.

### پادشاهی معین
نخستین دولت معینیان است که پایتخت آن قرنو بود و بین سال‌های ۱۲۰۰ تا ۶۰۰ پیش از میلاد بر سرزمین یمن حکومت می‌کردند. سلطهٔ بازرگانی آنان چنان وسعت داشت که از خلیج فارس تا کنار مدیترانه را فرا می‌گرفته‌است. دولت قتبان نیز در هزاره اول پیش از میلاد تأسیس شد و تا قرن دوم میلادی ادامه یافت و سرانجام توسط سبائیان برچیده شد. باستان شناسان از روی سنگ نوشته‌ها معلوم کرده‌اند که پادشاهان قتبان همچون سبا لقب مکرب داشتند یعنی نوعی قدرت روحانی و سیاسی را دارا بودند. دولتی هم که در حضرموت تأسیس شد پایتخت آن شبوه بوده و به واسطه برخورداری از تجارت کندر ثروت فراوانی داشته‌است.

### سبایی‌ها
در میان این دولت‌ها سبا دارای اهمیت خاص می‌باشد. قدرت سیاسی و نظامی و بازرگانی آنان توانست به تدریج حکومت‌های پراکنده جنوب را زیر پوشش حکومت مستقل و گسترده خود درآورد و دامنه سلطه خویش را تا به آفریقا بکشاند. سباییان ۹ قرن بر این منطقه حکومت کردند و منطقه نفوذ خود را گسترش دادند و راه بازرگانی اقیانوس هند به دریای سرخ و از آنجا به خلیج عقبه و پیرامون آن را در اختیار گرفتند. دورهٔ حکومت سباییان تا یکصد و پانزده پیش از میلاد تداوم یافت. سرانجام قوم سبا توسط حمیریان منقرض گردید.

### حمیر
دولت حمیریان که برخی راجع به آن به‌طور مستقل صحبت کردند را می‌توان به دو دوره تقسیم نمود: نخست اینکه پادشاهان دوره اول در آغاز پادشاهان سبا و ذوریدان نام داشتند که عنوانی شامل حکومت قتبیان و حمیر است ولی تدریجاً حکومت به حمیریان منتقل گردید و از این زمان به بعد دوره دوم و حکومت آنان آغاز شده‌است. دولت دوم تبابعه نام داشت که پایتخت ایشان شهر ظفار از سرزمین یمن بود و چون نام عمومی هر یک از فرمانروایان این سلسله تبع بوده‌است حکومت ایشان را تبابعه می‌گویند. این دولت از سال پانصد و پانزده پیش از میلاد تا پانصد و سی و یک میلادی طول کشید و سرانجام توسط حبشیان انقراض یافت.

### شاهنشاهی ساسانی
در زمان خسرو انوشیروان کار یمن یک‌سره شد و در رقابت میان ایران و روم، ایران پیروزی یافت. با چیرگی ایران بر جنوب عربستان در سال ۵۹۸-۵۹۷ میلادی یمن نیز به‌وسیلهٔ شاهنشاهان ساسانی به تصرف ایران درآمد و تا ظهور اسلام تابع حکومت ایران بود. شَهرَب (ساتراپ) ساسانیان در کل منطقه جنوب عربستان، باذان بود.

## قرون وسطی

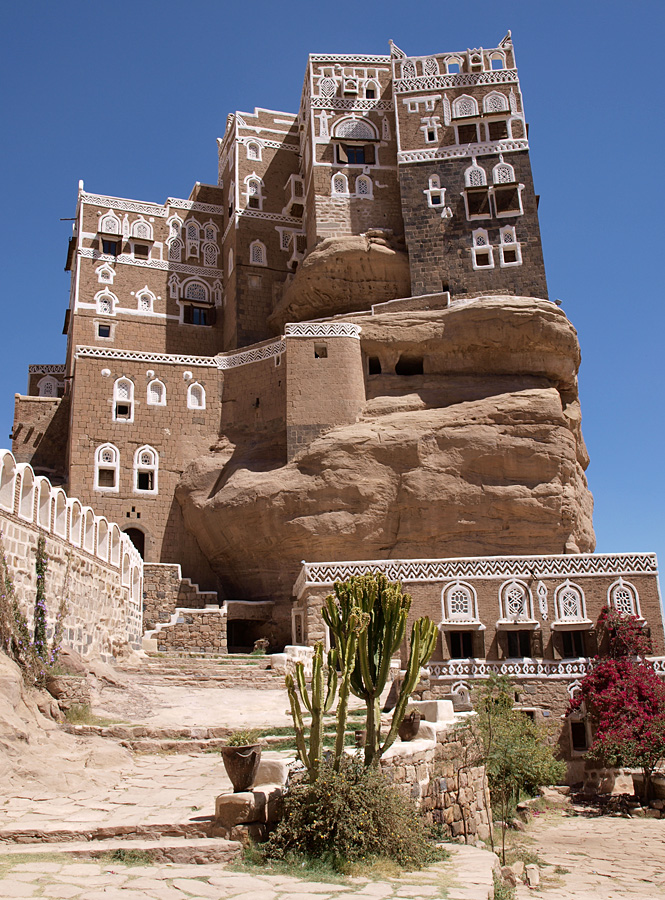
خانه یحیی حمیدالدین در صنعا

### صلیحیان
دودمانی بودند که در حدود سده ۵ق (سده ۱۱م) در یمن فرمانروایی داشتند.
پس از پیروزی‌های ابتدایی اعراب، شبه جزیره عربستان از دیدگاه سیاسی و فرهنگی راکد ماند. همینکه فاطمیان در پایان سده ۱۰م در مصر برپایی یافتند و اماکن مقدس حجاز فرمانبرداری خلفای فاطمی را گردن نهادند، میان مصر و یمن روابط نزدیکی برقرار گشت و صلیحیون به عنوان پیروان دعوت اسماعیلی و دست نشاندگان اسمی خلفای فاطمی در یمن فرمانروایی کردند.

## دوران جدید

### انقلاب یمن

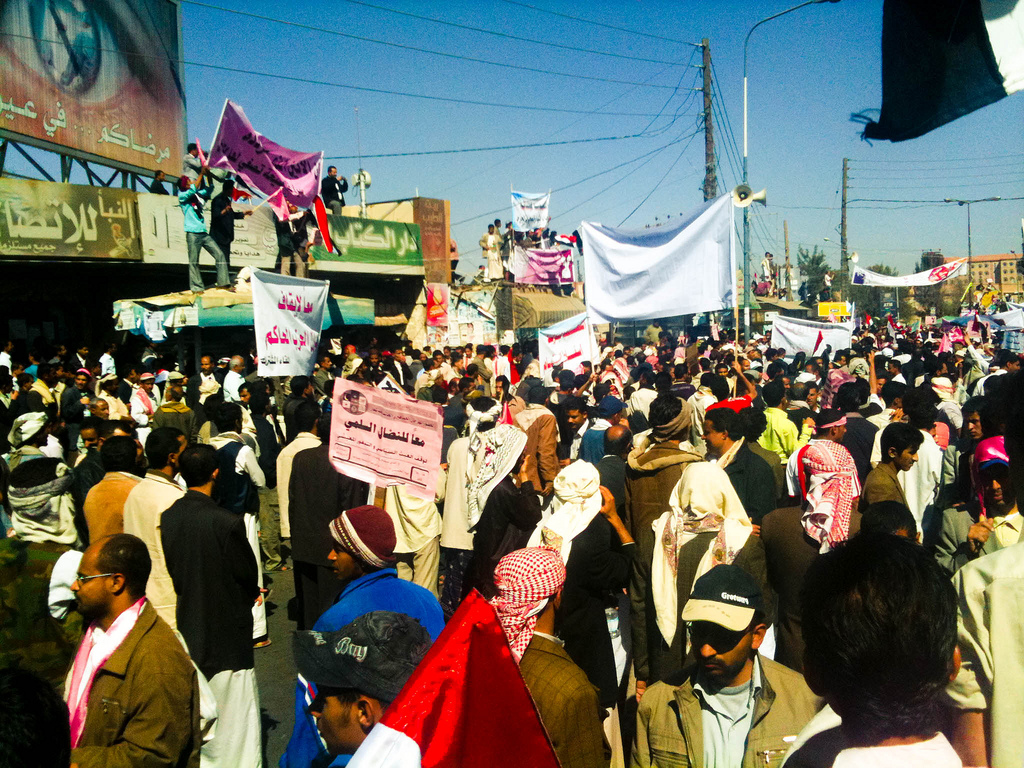
اعتراض در صنعا، ۳ فوریه ۲۰۱۱

اعتراضات سراسری در یمن مجموعه‌ای از راهپیمایی‌های خیابانی، اعتراضات و نافرمانی‌های مدنی علیه حکومت یمن و رئیس‌جمهور آن، علی عبدالله صالح است که از ۱۴ ژانویه ۲۰۱۱، در این کشور آغاز شده و در ۳ فوریه (روز خشم) مخالفین به اوج رسید که با برخوردهای خونین و خشونت‌آمیز حاکمیت با مردم معترض روبرو شده‌است. شدیدترین برخورد در ۱۸ مارس (جمعه خونین) بود که ۵۰ کشته و ۲۴۰ مجروح داشت.

### جنگ داخلی یمن
جنگ داخلی یمن نبردی است که از سال ۲۰۱۵ میلادی میان دو جناح که هریک خود را دولت یمن می‌داند با همراهی حامیان و متحدان آن‌ها درگرفته‌است. نبرد میان نیروهای دولت عبدربه منصور هادی و حراک جنوبی به مرکزیت عدن با نیروهای انصارالله و نیروهای طرفدار علی عبدالله صالح رئیس‌جمهور پیشین در جریان است. القاعدهٔ شبه‌جزیرهٔ عربستان و داعش نیز در پیکار حضور دارند و بخش‌هایی درون کشور و منطقه‌های کرانه‌ای را در دست دارند.
پس از چند انفجار تروریستی در ۲۹ اسفند ۱۳۹۳ (۲۰ مارس ۲۰۱۵) در صنعا که به کشته شدن بیش از صد نفر از جمله یکی از رهبران معنوی انصارالله انجامید نیروهای انصارالله ۲ فروردین ۱۳۹۴ (۲۲ مارس) به استان تعز رفتند و در ۵ فروردین (۲۵ مارس) با حمله به دیگر مناطق تعز و مخا و لحج را تصرف کردند و به دروازه‌های عدن پایگاه قدرت دولت هادی رسیدند. همان روز هادی از کشور گریخت و عربستان سعودی با ائتلافی به فرماندهی خود دست به حملهٔ نظامی زد و کوشید طی حمله‌های هوایی دولت یمن را بازگرداند. آمریکا نیز به پشتیبانی اطلاعاتی و آمادی (لجستیکی) مبارزات پرداخت. از ۲ مه دست‌کم ۴۰۰ غیرنظامی تنها در عدن کشته شده‌اند.

### اعتراضات ۲۰۱۴–۲۰۱۵
اعتراضات حوثی‌ها در یمن از مرداد ۱۳۹۳ (اوت ۲۰۱۴ میلادی) آغاز شد و با توافق‌ها و کش‌مکش‌های سیاسی پیش رفت سرانجام به تغییر حکومت با استفاده از زور و نیروهای مسلح شد که از نتایج آن برکناری رئیس‌جمهور توسط انصارالله و افزایش نمایندگان مجلس و جایگزین کردن آن با مجلس منحل‌شدهٔ پیشین بود در بهمن ماه (ژانویهٔ ۲۰۱۵ میلادی) انجامید.
مخالفان غالباً این روند را کودتا می‌خوانند در حالی‌که خود آن‌ها و حامیانشان آن را انقلاب جرعه و ادامهٔ انقلاب بهار عربی یمن می‌نامند.
طی انقلاب یمن در بهار عربی که در سال ۱۳۹۰ (۲۰۱۱ میلادی) آغاز شد علی عبدالله صالح رئیس‌جمهور یمن کنار رفت و منصور هادی معاون او از حزب اصلاح که گرایش اخوان المسلمین تسنن یمن دارند طی همه‌پرسی‌ای برای دورهٔ انتقالی به قدرت رسید. در زمان هادی که برای دورهٔ انتقالی آمده‌بود انتخابات ریاست‌جمهوری و مجلس برگزار نشد.

### مداخله نظامی در یمن
مداخلهٔ نظامی در یمن در ۲۵ مارس ۲۰۱۵ میلادی برابر ۶ فروردین ۱۳۹۴ با حملهٔ هوایی ائتلافی از کشورهای منطقه به رهبری عربستان سعودی به یمن با نام عملیات طوفان قاطعیت (به عربی: عملیة عاصِفة الحزم) و به درخواست رئیس جمهور مستعفی و فراری یمن آغاز شد و از ۲ اردیبهشت با نام عملیات احیای امید (به عربی: عملیة إعادة الأمل) ادامه یافت.
هواپیماهای ۵ کشور عضو شورای همکاری خلیج فارس (عربستان سعودی، امارات متحده عربی، قطر، کویت و بحرین) به همراه مراکش، مصر، اردن و سودان در این حمله مشارکت دارند و سومالی نیز اجازه استفاده از پایگاه‌های نظامی خود برای حمله را داده‌است. از پاکستان نیز برای پیوستن به ائتلاف دعوت شده اما آن‌ها هنوز تصمیم خود را در این مورد اعلام نکرده‌اند.

### قحطی در یمن
قحطی یمن یک قحطی در یمن است که از سال ۲۰۱۶ و پس از شروع جنگ داخلی یمن و با حمله نظامی ائتلاف عربستان به یمن آغاز شده‌است و جان بیش از ۱۷ میلیون یمنی را تهدید می‌کند. بیش از ۳٫۳ میلیون کودک و زن باردار یا شیرده دچار سوءتغذیه شدید شده‌اند.